# Ћурлина
Ћурлина је насеље у Србији у општини Дољевац у Нишавском округу. Према попису из 2022. било је 158 становника (према попису из 1991. било је 189 становника).
Овде се налази Спомен црква Св. Петка у Ћурлини и уз њу археолошки локалитет Византијска базилика у Ћурлини.

## Демографија
У насељу Ћурлина живи 163 пунолетна становника, а просечна старост становништва износи 43,8 година (45,1 код мушкараца и 42,3 код жена). У насељу има 47 домаћинства, а просечан број чланова по домаћинству је 3,36.
Ово насеље је углавном насељено Србима (према попису из 2002. године).
|  |

| Демографија | Демографија | Демографија |
| Година      | Становника  | Становника  |
| ----------- | ----------- | ----------- |
| 1948.       | 241         |             |
| 1953.       | 266         |             |
| 1961.       | 243         |             |
| 1971.       | 211         |             |
| 1981.       | 199         |             |
| 1991.       | 189         | 189         |
| 2002.       | 193         | 193         |
| 2011.       | 200         |             |
| 2022.       | 158         |             |

| Етнички састав према попису из 2002.‍ | Етнички састав према попису из 2002.‍ | Етнички састав према попису из 2002.‍ | Етнички састав према попису из 2002.‍ | Етнички састав према попису из 2002.‍ |
| ------------------------------------ | ------------------------------------ | ------------------------------------ | ------------------------------------ | ------------------------------------ |
|                                      |                                      |                                      |                                      |                                      |
| Срби                                 | Срби                                 |                                      | 172                                  | 89,11%                               |
| Роми                                 | Роми                                 |                                      | 21                                   | 10,88%                               |
| непознато                            | непознато                            |                                      | 0                                    | 0,0%                                 |

| Година пописа     | 1948. | 1953. | 1961. | 1971. | 1981. | 1991. | 2002. |
| ----------------- | ----- | ----- | ----- | ----- | ----- | ----- | ----- |
| Број домаћинстава | 36    | 43    | 50    | 54    | 58    | 56    | 58    |

| Број чланова      | 1 | 2  | 3 | 4 | 5 | 6 | 7 | 8 | 9 | 10 и више | Просек |
| ----------------- | - | -- | - | - | - | - | - | - | - | --------- | ------ |
| Број домаћинстава | 8 | 19 | 8 | 5 | 8 | 7 | 3 | 0 | 0 | 0         | 3,33   |

| Пол    | Укупно | Неожењен/Неудата | Ожењен/Удата | Удовац/Удовица | Разведен/Разведена | Непознато |
| ------ | ------ | ---------------- | ------------ | -------------- | ------------------ | --------- |
| Мушки  | 88     | 25               | 54           | 8              | 1                  | 0         |
| Женски | 78     | 11               | 52           | 14             | 1                  | 0         |
| УКУПНО | 166    | 36               | 106          | 22             | 2                  | 0         |

| Пол    | Укупно                    | Пољопривреда, лов и шумарство | Рибарство                            | Вађење руде и камена | Прерађивачка индустрија       |
| ------ | ------------------------- | ----------------------------- | ------------------------------------ | -------------------- | ----------------------------- |
| Мушки  | 42                        | 9                             | 0                                    | 0                    | 21                            |
| Женски | 5                         | 1                             | 0                                    | 0                    | 2                             |
| УКУПНО | 47                        | 10                            | 0                                    | 0                    | 23                            |
| Пол    | Производња и снабдевање   | Грађевинарство                | Трговина                             | Хотели и ресторани   | Саобраћај, складиштење и везе |
| Мушки  | 0                         | 2                             | 2                                    | 1                    | 1                             |
| Женски | 0                         | 0                             | 0                                    | 0                    | 0                             |
| УКУПНО | 0                         | 2                             | 2                                    | 1                    | 1                             |
| Пол    | Финансијско посредовање   | Некретнине                    | Државна управа и одбрана             | Образовање           | Здравствени и социјални рад   |
| Мушки  | 0                         | 1                             | 1                                    | 1                    | 1                             |
| Женски | 0                         | 1                             | 0                                    | 0                    | 1                             |
| УКУПНО | 0                         | 2                             | 1                                    | 1                    | 2                             |
| Пол    | Остале услужне активности | Приватна домаћинства          | Екстериторијалне организације и тела | Непознато            | Непознато                     |
| Мушки  | 2                         | 0                             | 0                                    | 0                    | 0                             |
| Женски | 0                         | 0                             | 0                                    | 0                    | 0                             |
| УКУПНО | 2                         | 0                             | 0                                    | 0                    | 0                             |

## Галерија
- Сеоска школа
- Спомен чесма у порти цркве
- Спомен-црква Свете Петке